# Guarea jamaicensis
Guarea jamaicensis là một loài thực vật thuộc họ Meliaceae. Đây là loài đặc hữu của Jamaica. Chúng hiện đang bị đe dọa vì mất môi trường sống.